# Bairactar
Bairactar (1813–1838) auch Bairaktar geschrieben, war ein originalarabischer (OA) Schimmelhengst vom Stutenstamm Saqlawi-Jidran. Vom Stamm Saqlawi stammen auch die Siglavy-Linie der Lipizzaner sowie viele Shagya-Araber ab. 
Bairactar wurde im Jahre 1817 von Baron von Fechting für das Gestüt Weil importiert.
Mit der OA Stute Murana I, die bereits 1816 für Weil importiert wurde, bildete Bairactar den Grundstock der Weiler Vollblutaraberzucht. Bairactar war der erste Stempelhengst auf Weil und Begründer der bekannten Amurath-Linie.
Durch die Beteiligung von Wilhelm I. an den napoleonischen Feldzügen, auf denen er erstmals arabische Hengste ritt und sich von deren Leistungsfähigkeit, Leistungsbereitschaft, Ausdauer und Härte überzeugen konnte, reifte bei ihm der Entschluss, diese Rasse selbst auf Basis von Originalimporten zu züchten und zu erhalten. Er investierte hohe Summen in den Aufbau und Erhalt des Gestüts in Weil.
Bairactar selbst wurde zum Leibreitpferd von Wilhelm I. Nach seinem Tod schenkte der König das Skelett zu Lehrzwecken der Landwirtschaftlichen Hochschule Hohenheim. Heute ist es im Gestütsmuseum Offenhausen (Gomadingen) zu sehen.
Nach ihm wurde das „Bairactar Memorial“ im Haupt- und Landgestüt Marbach benannt.